# Appalachia (continente)

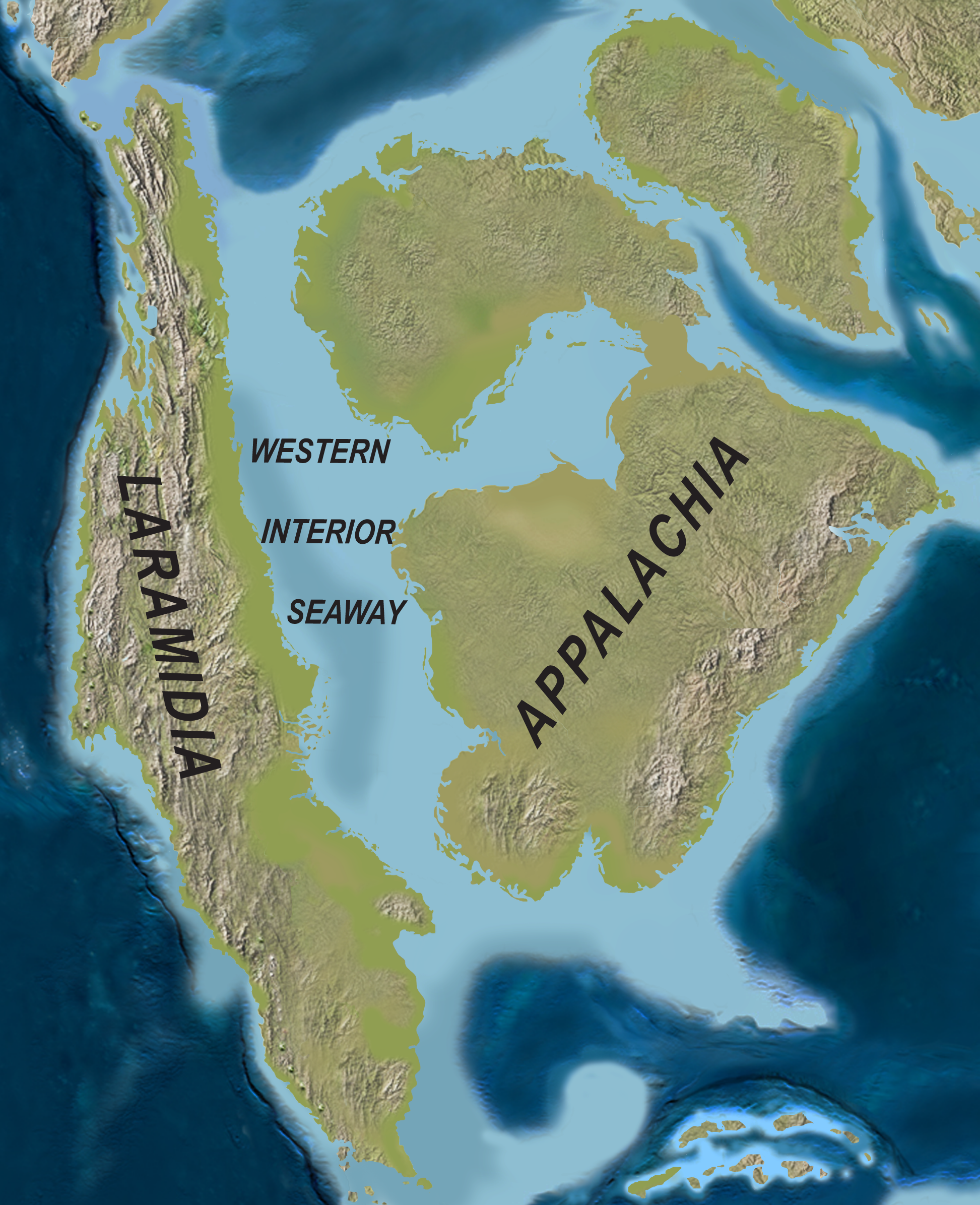
Mapa da América do Norte durante o Campaniano

Appalachia é o nome de um antigo continente insular. Durante a maior parte do Cretáceo Superior (100,5 a 66 milhões de anos atrás), a metade oriental da América do Norte formou este continente (nomeados em homenagem às Montanhas Apalaches), uma massa de terra insular separada de Laramidia a oeste pelo Mar Interior Ocidental. Esta via marítima dividiu a América do Norte em duas enormes massas de terra devido a uma infinidade de fatores, como o tectonismo e as flutuações do nível do mar, durante quase 40 milhões de anos. Este mar interior eventualmente se expandiu, dividida entre as Dakotas, e no final do Cretáceo, recuou em direção ao Golfo do México e à Baía de Hudson. Isso fez com que as massas insulares se reunisem no atual continente da América do Norte à medida que as Montanhas Rochosas subiam. Do Cenomaniano ao final do Campaniano, Appalachia esteve separada do resto da América do Norte. À medida que o Mar Interior Ocidental recuou no Maastrichtiano, Laramidia e Appalachia eventualmente se conectaram.  Por causa disso, até antes sua fauna esteve isolada e se desenvolveu de forma endêmica, muito diferente de Laramidia, a parte ocidental, que foi dominada por tiranossauros, ceratopsianos, hadrossaurídeos, paquicefalossauros e anquilossaurídeos.

## Paleogeografia
Appalachia se estendiam de Quebec, Terra Nova e Labrador até o leste dos Estados Unidos e do oeste até o Meio-Oeste. Os fósseis encontrados nestas regiões indicam que a área era coberta por planícies costeiras e planícies aluviais durante o período Cretáceo. Alguns cientistas propuseram a ideia de que um arquipélago se formou durante o período em que o Mar Interior Ocidental dividiu Laramidia e Appalachia até o final do Cretáceo. Isso permitiria que os dinossauros migrassem para a Costa do Golfo e por que possivelmente explicaria por que existem algumas distinções perceptíveis na fauna nos dois conjuntos de Appalachia. Por exemplo, a assembleia do sudeste (que consiste nas Carolinas e nos locais da Costa do Golfo) tem alguns tiranossauróides como o Appalachiosaurus, alguns hadrossauróides como o Eotrachodon e o Lophorhothon, nodossauros, dromeossauros e novos leptoceratopsídeos, enquanto a assembleia do norte (que consiste em Nova Jersey , Delaware e Maryland) tem alguns tiranossauróides como o Dryptosaurus, hadrossauróides como o Hadrosaurus, terópodes menores e um possível lambeossauríneo na área.